# Хлорат кальция
Хлорат кальция — неорганическое соединение кальция, соль хлорноватой кислоты. Вступает в комплексное соединение с водой, образуя дигидрат Ca(ClO3)2(H2O)2, представляющий собой гигроскопичные бесцветные моноклинные кристаллы. Хлорат-хлорид кальция (смесь Ca(ClO3)2 с хлоридом кальция CaCl2) применяется (в частности, на посевах хлопчатника) в виде водного раствора как дефолиант и десикант (гербицид: средство для предуборочного подсушивания растений на корню).

## Производство
В промышленности хлорат кальция получают известковым методом: путём хлорирования известкового молока имеющего концентрацию CaO 130—140 г/л. В начале идёт образование гипохлорита кальция
{\displaystyle {\mathsf {2\ Ca(OH)_{2}+2\ Cl_{2}\ {\xrightarrow {\ }}\ Ca(ClO)_{2}+CaCl_{2}+2H_{2}O+56}}} ккал.
Затем образующаяся при гидролизе хлора хлорноватистая кислота окисляет гипохлорит в хлорат:
{\displaystyle {\mathsf {Ca(ClO)_{2}+4\ HClO\ {\xrightarrow {\ }}\ Ca(ClO_{3})_{2}+4\ HCl}}}.
Образующаяся соляная кислота в реакции с гипохлоритом замещает хлорноватистую кислоту
{\displaystyle {\mathsf {Ca(ClO)_{2}+4\ HCl\ {\xrightarrow {\ }}\ CaCl_{2}+4\ HClO}}},
которая также вступает в реакцию с гипохлоритом. Суммарное уравнение окисления гипохлорита:
{\displaystyle {\mathsf {3\ Ca(ClO)_{2}\ {\xrightarrow {\ }}\ Ca(ClO_{3})_{2}+2CaCl_{2}+36.7}}} ккал,
а общее уравнение процесса образования хлората кальция:
{\displaystyle {\mathsf {6\ Ca(OH)_{2}+6\ Cl_{2}\ {\xrightarrow {\ }}\ Ca(ClO_{3})_{2}+5\ CaCl_{2}+6H_{2}O+194}}} ккал.
Оптимальным считается проведение реакции в нейтральной среде (pH 7-7.4) при температуре 45-80°, при которой реакция проходит достаточно быстро, а разложение гипохлорита кальция с потерей кислорода — незначительно. Полученный таким образом хлорат кальция может быть использован для получения хлората калия методом обменного разложения с хлоридом калия.
Хлорат кальция из хлорированного известкового молока может быть получен упариванием или охлаждением. Альтернативный способ получения — обменное разложение хлората натрия с хлоридом кальция:
{\displaystyle {\mathsf {2\ NaClO_{3}+CaCl_{2}\ {\xrightarrow {\ }}\ 2\ Ca(ClO_{3})_{2}+2\ NaCl}}}.